# Groupe D du Championnat d'Europe masculin de handball 2016
Cet article détaille les matchs du Groupe A du tour préliminaire du Championnat d'Europe 2016 de handball organisé en Pologne du 15 janvier au 31 janvier 2016. 
Les trois premières équipes, à savoir la Pologne, la France et la Macédoine se sont qualifiées pour le tour principal.

## Classement final
|   | Équipe     | Pts | J | G | N | P | Bp | Bc | Diff |
| - | ---------- | --- | - | - | - | - | -- | -- | ---- |
| 1 | Danemark   | 6   | 3 | 3 | 0 | 0 | 91 | 75 | 16   |
| 2 | Russie     | 4   | 3 | 2 | 0 | 1 | 80 | 78 | 2    |
| 3 | Hongrie    | 2   | 3 | 1 | 0 | 2 | 80 | 84 | -4   |
| 4 | Monténégro | 0   | 3 | 0 | 0 | 3 | 76 | 90 | -14  |

| 16.01.2016 - 18h00 | Hongrie    | 32 | 27 | Monténégro |
| 16.01.2016 - 20h15 | Danemark   | 31 | 25 | Russie     |
| 18.01.2016 - 18h00 | Russie     | 27 | 26 | Hongrie    |
| 18.01.2016 - 20h15 | Monténégro | 28 | 30 | Danemark   |
| 20.01.2016 - 17h15 | Russie     | 28 | 21 | Monténégro |
| 20.01.2016 - 20h00 | Danemark   | 30 | 22 | Hongrie    |

## Détail des matchs
| 16 janvier 2016 18h00 | Hongrie   | 32-27   | Monténégro | Ergo Arena, Gdańsk / Sopot Affluence : 6 864 Arbitrage : Gousko, Repkin |
| 16 janvier 2016 18h00 | Bánhidi 7 | (16-12) | Borozan 7  | Ergo Arena, Gdańsk / Sopot Affluence : 6 864 Arbitrage : Gousko, Repkin |
| 16 janvier 2016 18h00 | ×3 ×5     | Rapport | ×2 ×4      | Ergo Arena, Gdańsk / Sopot Affluence : 6 864 Arbitrage : Gousko, Repkin |

| 16 janvier 2016 20h15 | Danemark        | 31-25   | Russie      | Ergo Arena, Gdańsk / Sopot Affluence : 7 952 Arbitrage : Gubica, Milošević |
| 16 janvier 2016 20h15 | trois joueurs 4 | (13-13) | Chelmenko 5 | Ergo Arena, Gdańsk / Sopot Affluence : 7 952 Arbitrage : Gubica, Milošević |
| 16 janvier 2016 20h15 | ×3 ×2           | Rapport | ×2 ×3       | Ergo Arena, Gdańsk / Sopot Affluence : 7 952 Arbitrage : Gubica, Milošević |

| 18 janvier 2016 18h00 | Russie    | 27-26   | Hongrie  | Ergo Arena, Gdańsk / Sopot Affluence : 6 452 Arbitrage : Nachevski, Nikolov |
| 18 janvier 2016 18h00 | Dibirov 6 | (14-10) | Jamali 6 | Ergo Arena, Gdańsk / Sopot Affluence : 6 452 Arbitrage : Nachevski, Nikolov |
| 18 janvier 2016 18h00 | ×4 ×6     | Rapport | ×3       | Ergo Arena, Gdańsk / Sopot Affluence : 6 452 Arbitrage : Nachevski, Nikolov |

| 18 janvier 2016 20h15 | Monténégro | 28-30   | Danemark | Ergo Arena, Gdańsk / Sopot Affluence : 6 980 Arbitrage : Santos, Fonseca |
| 18 janvier 2016 20h15 | Grbović 7  | (16-14) | Eggert 6 | Ergo Arena, Gdańsk / Sopot Affluence : 6 980 Arbitrage : Santos, Fonseca |
| 18 janvier 2016 20h15 | ×2 ×3      | Rapport | ×3       | Ergo Arena, Gdańsk / Sopot Affluence : 6 980 Arbitrage : Santos, Fonseca |

| 20 janvier 2016 17h15 | Russie              | 28-21   | Monténégro            | Ergo Arena, Gdańsk / Sopot Affluence : 5 930 Arbitrage : Stoļarovs, Līcis |
| 20 janvier 2016 17h15 | Gorbok, Chelmenko 5 | (14-9)  | Ševaljević, Vujović 4 | Ergo Arena, Gdańsk / Sopot Affluence : 5 930 Arbitrage : Stoļarovs, Līcis |
| 20 janvier 2016 17h15 | ×2 ×3               | Rapport | ×3 ×5                 | Ergo Arena, Gdańsk / Sopot Affluence : 5 930 Arbitrage : Stoļarovs, Līcis |

| 20 janvier 2016 20h00 | Danemark | 30-22   | Hongrie   | Ergo Arena, Gdańsk / Sopot Affluence : 8 361 Arbitrage : Pichon, Reveret |
| 20 janvier 2016 20h00 | Hansen 9 | (18-10) | Hornyák 5 | Ergo Arena, Gdańsk / Sopot Affluence : 8 361 Arbitrage : Pichon, Reveret |
| 20 janvier 2016 20h00 | ×3 ×1    | Rapport | ×3 ×2     | Ergo Arena, Gdańsk / Sopot Affluence : 8 361 Arbitrage : Pichon, Reveret |